# Margarella turneri
Margarella turneri är en snäckart som beskrevs av Powell 1939. Margarella turneri ingår i släktet Margarella och familjen pärlemorsnäckor. Inga underarter finns listade i Catalogue of Life.